# Ferrières, Tarn
Ferrières är en kommun i departementet Tarn i regionen Occitanien i södra Frankrike. Kommunen ligger i kantonen Vabre som tillhör arrondissementet Castres. År 2018 hade Ferrières 157 invånare.

## Befolkningsutveckling
Antalet invånare i kommunen Ferrières
| Referens: INSEE |